# كيت روبنسون (مجدفة)
كيت روبنسون (بالإنجليزية: Kate Robinson)‏ هي مجدف نيوزيلندية، ولدت في 19 يناير 1977.

## وصلات خارجية
- كيت روبنسون على موقع الاتحاد الدولي للتجديف (الإنجليزية)